# Clavicorne
Les clavicornes formaient un ordre d'une ancienne nomenclature comprenant les insectes coléoptères des ordres actuels suivants:
- Nitidulidae
- Cucujidae
- Cryptophagidae
- Lathridiidae
- Coccinellidae

Le nom "clavicorne" provient de la ressemblance de l'antenne (corne) avec une clé.